# Sophie Cottin
Sophie Cottin, nata Risteau (Parigi, 22 marzo 1770 – Parigi, 25 agosto 1807), è stata una scrittrice e politica francese.

## Biografia
Educata a Tonneins e sposatasi a 19 anni con un ricco banchiere di Bordeaux, che la lasciò vedova poco più che ventenne, si trasferì a Parigi, sua città natale, dove trascorse il resto dei suoi giorni. Durante il Terrore versò tutti i suoi beni a Monsieur Fouquier-Tinville, pubblico accusatore del tribunale rivoluzionario, per cercare  di salvare -ma invano-  dalla condanna a morte, due persone della propria famiglia. Accolta dal conte di Vaublanc, perché a ottobre 1795 era stata condannata a morte in contumacia per aver partecipato all'insurrezione realista del 13 vendemmiaio dell'anno IV, malgrado le sue difficili vicissitudini coltivò le lettere, in un primo momento senza aver intenzione di pubblicare e a scopo di lucro alcunché. Difatti, scrisse i suoi maggiori romanzi, pubblicati, a partire dal rinomato Chiara d'Alba (1799), in forma anonima durante il Consolato e  il Primo Impero, devolvendo tutto il ricavato delle loro vendite in beneficenza ai più poveri. Nella sua non ampia narrativa ai suoi tempi di vasto successo, occupa un posto speciale Malvina, oggetto di recenti studi specialistici in varie lingue  - in questo romanzo, ambientato in Scozia, una Scozia di fine Settecento molto francesizzata ove prevale, nei ceti colti, il gusto musicale per Gluck, la Cottin intreccia vari topoi romanzeschi, tra i quali quello gotico ispiratole direttamente dal racconto The Children of the Abbey  di Maria Regina Roche; ma l'autrice francese vi aggiunge il tema, pitagorico, della guarigione musicale: per una donna, Malvina, affetta da una condizione, in precedenza, apparentemente irrimediabile di malinconia.Presso le terme di Bagnères de Bigorre è collocato un busto (dono di Ferdinand de Gardaillac) che raffigura la scrittrice, il quale è opera di Jean Escoula.
Per oltre un secolo, a partire dalla seconda metà dell'Ottocento, la fama dell'opera di Sophie Cottin venne, specie in Francia, alquanto obliata, pesando contro di lei, al di là dei suoi reali meriti letterari, un celebre e diffamatorio giudizio personale di Sainte-Beuve. Oggi,  sue opere vengono di nuovo ristampate, in Francia e all'estero, in virtù di nuove ricerche proposte da Silvia Lo Russo, sua biografa princeps, e Philippe Robichaud; e della messa in luce, presso Garnier, della sua Corrispondenza completa.

## Opere
- Claire d'Albe (in italiano: Chiara d'Alba, Sonzogno, Biblioteca universale, 1885)
- Malvina  [tr. it.: stamperia Poggioli, Roma, 1805].
- Amélie de Mansfield (in italiano: Amelia Mansfield, VI tomi, 2 vv., Napoli, 1819-1820)
- Mathilde
- Elisabeth ou les Exilés de Sibérie (in italiano: Elisabetta ovvero Gli esiliati in Siberia, Napoli, 1816; ultima ed. italiana: Firenze, Salani, 1914)